# Hwang Jin-yi (serie televisiva)
Hwang Jin-yi (hangeul: 황진이) è una serie televisiva sudcoreana trasmessa su KBS2 dall'11 ottobre al 28 dicembre 2006. È basata sul romanzo Na, Hwang Jin-yi dello scrittore Kim Tak-hwan, ispirato alla vita di Hwang Jin-yi.

## Trama
Hwang Jin-yi è la figlia illegittima di un nobiluomo e di Hyun-geum, una gisaeng cieca. Temendo che la figlia intraprenda la sua stessa carriera, Hyun-geum la fa crescere da un vecchio monaco in un remoto tempio di montagna, ma, all'età di sette anni, Jin-yi assiste per caso all'esibizione di una gisaeng e, conquistata dalla bellezza del suo canto e della sua danza, scappa ed entra in un gibang, una casa di gisaeng. Scoperto lo straordinario talento di Jin-yi, la bambina inizia a prendere lezioni per diventare la migliore gisaeng di Joseon da Im Baek-moo, una donna dura e manipolatrice.
In seguito, Jin-yi s'innamora di Kim Eun-ho, figlio di un nobile potente, ma i genitori di lui rifiutano di accettare la loro relazione per la differenza di ceto. Il primo amore della ragazza termina in tragedia quando, in un futile tentativo di fuggire con lei, Eun-ho si ammala di polmonite e muore. Incapace di dimenticarlo, Jin-yi abbandona la danza e, nei cinque anni seguenti, mentre diventa enormemente ricca, passa le giornate a comporre musica e conversare con la classe media, mentre la notte si annega nella miseria e nell'alcol. Salvata da un tentativo di suicidio dal poeta Kim Jung-han, la donna inizia una relazione complicata con lui, mentre rifiuta la corte di Byuk Kye-soo, un parente del re ossessionato da lei, e si scontra con Bu-yong, rivale nella danza e nell'amore; al fianco di Jin-yi nei momenti di bisogno c'è anche la sua fedele guardia del corpo Yi-saeng. Quando Jin-yi scopre che Baek-moo, la sua maestra, era coinvolta nella morte di Eun-ho, la gelosia e l'amarezza tra le due donne iniziano a crescere, fino a sfociare in una lotta senza esclusione di colpi.

## Personaggi

### Personaggi principali
- Hwang Jin-yi, interpretata da Ha Ji-won e Shim Eun-kyung (da giovane).
- Im Baek-moo, interpretata da Kim Young-ae.
- Bu-yong, interpretata da Wang Bit-na.
- Kim Jung-han, interpretato da Kim Jae-won.
- Byuk Kye-soo, interpretato da Ryu Tae-joon.
- Kim Eun-ho, interpretato da Jang Keun-suk.
- Jin Hyun-geum, interpretata da Jeon Mi-seon.
- Yi-saeng, interpretato da Lee Shi-hwan.
- Mae-hyang, interpretata da Kim Bo-yeon.

### Personaggi secondari
- Eom-soo, interpretato da Jo Sung-ha.
- Gae-ddong/Danshim, interpretata da Lee In-hye.
- Geum-choon, interpretata da Jung Kyung-soon.
- Aeng-moo, interpretata da Song Yi-woo.
- Seom-seom, interpretata da Yoo Yeon-ji.
- Cameriera di Gae-ddong, interpretata da Kim Sun-hwa.
- Hyang-rim, interpretata da Jo Ye-na.
- Ae-rang, interpretata da Mi Se.
- Geum-hong, interpretata da Lee Ji-eun.
- Han Yeon-woo/Wol-hyang, interpretata da Hwang Eun-ha.
- Sung Ik-hwan, interpretato da Hyun Seok.
- Jung Ka-eun, interpretata da Seo Hyun-jin.
- Jang Soo-man, interpretato da Kim Seung-wook.
- Joo-ji, interpretato da Lee Dae-ro.
- Jang-yi, interpretato da Jo Jae-wan.
- Kim Cham-pan, interpretato da Lee Hee-do.
- Lady Cha, interpretata da Ahn Hae-sook.
- Deok-pal, interpretato da Moon Chun-shik.
- Sang-soo, interpretato da Jung Sang-hoon.
- Jung-chook, interpretato da Choi Sang-hoon.
- Yeon-hong, interpretato da Yoon Jae-rang.
- Sang Jwa-seung, interpretato da Park Kwi-soon.

## Ascolti
| Episodio | Data di trasmissione | Dati TNMS           | Dati TNMS                  |
| Episodio | Data di trasmissione | A livello nazionale | Area metropolitana di Seul |
| -------- | -------------------- | ------------------- | -------------------------- |
| 1        | 11 ottobre 2006      | 20,1%               | 20,9%                      |
| 2        | 12 ottobre 2006      | 20,9%               | 22,0%                      |
| 3        | 18 ottobre 2006      | 18,4%               | 18,7%                      |
| 4        | 19 ottobre 2006      | 18,7%               | 19,0%                      |
| 5        | 25 ottobre 2006      | 16,9%               | 16,7%                      |
| 6        | 26 ottobre 2006      | 17,7%               | 18,1%                      |
| 7        | 1 novembre 2006      | 17,2%               | 17,1%                      |
| 8        | 2 novembre 2006      | 19,2%               | 19,3%                      |
| 9        | 8 novembre 2006      | 16,6%               | 15,8%                      |
| 10       | 9 novembre 2006      | 19,7%               | 19,9%                      |
| 11       | 15 novembre 2006     | 23,3%               | 23,7%                      |
| 12       | 16 novembre 2006     | 24,9%               | 25,4%                      |
| 13       | 22 novembre 2006     | 24,6%               | 25,7%                      |
| 14       | 23 novembre 2006     | 26,7%               | 27,4%                      |
| 15       | 29 novembre 2006     | 22,9%               | 22,9%                      |
| 16       | 30 novembre 2006     | 23,9%               | 25,5%                      |
| 17       | 6 dicembre 2006      | 23,0%               | 24,1%                      |
| 18       | 7 dicembre 2006      | 24,8%               | 25,1%                      |
| 19       | 13 dicembre 2006     | 22,9%               | 24,0%                      |
| 20       | 14 dicembre 2006     | 22,9%               | 24,6%                      |
| 21       | 20 dicembre 2006     | 22,2%               | 22,6%                      |
| 22       | 21 dicembre 2006     | 24,3%               | 25,2%                      |
| 23       | 27 dicembre 2006     | 24,1%               | 24,8%                      |
| 24       | 28 dicembre 2006     | 25,0%               | 26,8%                      |
| Media    | Media                | 21,7%               | 22,3%                      |

## Colonna sonora
1. Flower That Understands Words (해어화)
2. Bad Person (나쁜 사람) – Baek Ji-young
3. Day of Blooming (꽃날)
4. 엉퀴 바람
5. Seeing You (그대 보세요) – Choi Hye-jin
6. Path of an Artist (예인의 길)
7. Looking Intently (열망)
8. Attachment (연)
9. Flowes That Understands Words (해어화)
10. Bad Person (strumentale)
11. Seeing You (strumentale)
12. Self Love (자애)
13. Wind Flower (야화)
14. Falling Leaves
15. Beautiful (새잎) – Kim Dong-wook
16. Heartless Flower (마음 주지 않는 꽃)

## Riconoscimenti
| Anno | Premio                           | Categoria                               | Ricevente                 | Risultato       |
| ---- | -------------------------------- | --------------------------------------- | ------------------------- | --------------- |
| 2006 | KBS Drama Awards                 | Gran premio                             | Ha Ji-won                 | Vincitore/trice |
| 2006 | KBS Drama Awards                 | Premio alla massima eccellenza, attrice | Ha Ji-won                 | Candidato/a     |
| 2006 | KBS Drama Awards                 | Miglior attrice di supporto             | Jeon Mi-seon              | Vincitore/trice |
| 2006 | KBS Drama Awards                 | Miglior attrice di supporto             | Wang Bit-na               | Vincitore/trice |
| 2006 | KBS Drama Awards                 | Miglior nuovo attore                    | Jang Keun-suk             | Candidato/a     |
| 2006 | KBS Drama Awards                 | Miglior giovane attrice                 | Shim Eun-kyung            | Vincitore/trice |
| 2006 | KBS Drama Awards                 | Premio degli internauti, attrice        | Ha Ji-won                 | Vincitore/trice |
| 2006 | KBS Drama Awards                 | Premio miglior coppia                   | Jang Keun-suk e Ha Ji-won | Vincitore/trice |
| 2006 | KBS Drama Awards                 | Miglior sceneggiatore                   | Yoon Sun-joo              | Vincitore/trice |
| 2007 | Seoul International Drama Awards | Miglior direttore artistico             | Lee Cheol-ho              | Vincitore/trice |

## Distribuzioni internazionali
| Paese     | Canale/i | Prima TV                   | Titolo adottato |
| --------- | -------- | -------------------------- | --------------- |
| Hong Kong | Drama 1  | 18 luglio-20 agosto 2007   | 黃真伊          |
| Taiwan    | TTV      | 17 ottobre-5 dicembre 2007 | 黃真伊          |
| Singapore |          | 2007                       |                 |
| Malaysia  |          | 2007                       |                 |
| Filippine | GMA      | 2007                       |                 |
| Giappone  | NHK      | 6 aprile-21 settembre 2008 | ファン・ジニ    |